# Anemonia erythraea
Anemonia erythraea är en havsanemonart som först beskrevs av Wilhelm Hemprich och Ehrenberg in Ehrenberg 1834.  Anemonia erythraea ingår i släktet Anemonia och familjen Actiniidae. Inga underarter finns listade i Catalogue of Life.